# Procambarus echinatus
Procambarus echinatus là một loài tôm sông trong họ Cambaridae. Nó là loài đặc hữu của các nhánh của sông Salkehatchie và phía nam của sông Edisto ở Nam Carolina.